# Pietà (obraz Pietra Perugina)
Pietà – obraz włoskiego malarza, przedstawiciela szkoły umbryjskiej, Pietro Perugino.
Obraz został namalowany w 1493 roku, w szczytowym okresie popularności Perugina. Zgodnie z obowiązującą ikonografią, scenie opłakiwania towarzyszą m.in. Maria, Maria Magdalena i Jan Ewangelista. Scena wyjątkowo natomiast rozgrywa się pod arkadami ujętymi w skrócie perspektywicznym, a jego skromny krajobraz ma nawiązywać do nieskończoności.